# Kauhava
Kauhava je město ve finské provincii Jižní Pohjanmaa. Leží na řece Lapuanjoki 80 km východně od Vaasy. V roce 2009 byla Kauhava, Alahärmä, Ylihärmä a Kortesjärvi spojena do jedné obce, která má rozlohu 1 328 km² a přibližně přibližně 15 tisíc obyvatel, z nichž 99 % tvoří Finové.

## Historie
Oblast je osídlena od 16. století, vesnice byla založena roku 1867 a povýšena na město v roce 1986. Kauhavou prochází železniční trať ze Seinäjoki do Oulu i státní silnice Valtatie 19.
Kauhava je známá díky výrobě nožů puukko a každoročně v červnu se zde koná nožířský festival. Významnými firmami jsou také MSK Group vyrábějící karoserie traktorů a Piristeel zaměřená na okapové roury. V letech 1929–2014 sídlila v Kauhavě škola pro piloty Finského letectva, kterou připomíná pomník v podobě letadla Fouga Magister. Nachází se zde také muzeum věnované historii finských polních myslivců bojujících v armádě císařského Německa i statek Isaka Jussiho, dokumentující tradiční hospodaření v regionu Ostrobotnie. V areálu PowerPark v Alahärmě se pořádají závody motokár.
Život ve městě popsal ve svých knihách místní rodák Antti Tuuri.

## Partnerská města
- Rapla, Estonsko
- Rygge, Norsko
- Skærbæk, Dánsko
- Vimmerby, Švédsko
- Þorlákshöfn, Island